# Мостовская волость (Старобельский уезд)
Мостовская во́лость — историческая административно-территориальная единица Старобельского уезда Харьковской губернии с центром в слободе Мостки.
По состоянию на 1885 год состояла из 16 поселений, 13 сельских общин. Население — 8825 человек (4430 мужского пола и 4395 — женского), 1279 дворовых хозяйств.
|                        | Площадь, десятин | В том числе пахотной, дес. |
| ---------------------- | ---------------- | -------------------------- |
| Сельских общин         | 17328            | 12784                      |
| Частной собственности  | 12410            | 10588                      |
| Казенной собственности | 2277             | 2277                       |
| Другой собственности   | 139              | 139                        |
| В целом                | 32154            | 25788                      |

Основные поселения волости по состоянию на 1885 год:
- Мостки — бывшая государственная слобода при реке Боровая в 28 верстах от уездного города, 4208 человек, 698 дворовых хозяйств, православная церковь, школа, почтовая станция, 3 лавки, 3 ярмарки в год.
- Гайдуковка — бывшее государственное село при реке Боровая, 588 человек, 107 дворовых хозяйств, почтовая станция.
- Круглое — бывшее государственное село при реке Боровая, 523 человека, 88 дворовых хозяйств.
- Рудовка — бывшее государственное село при реке Боровая, 1306 человек, 125 дворовых хозяйств.

Крупнейшие поселения волости по состоянию на 1914 год:
- село Мостовське — 6375 жителей;
- село Рудовское — 2012 жителей;
- хутор Булгаковка — 1067 жителей.

Старшиной волости был Стефан Тимофеевич Шамрай, волостным писарем — Антон Филиппович Матвиевский, председателем волостного суда — Иван Спиридович Чипига.